# Prússia Oriental
La Prússia Oriental (en alemany Ostpreußen [ˈʔostʰˌpʰrɔɪ̯sn]; en lituà Rytų Prūsija o Rytprūsiai; en polonès Prusy Wschodnie; en rus Восточная Пруссия, Vostótxnaia Prússia) va ser una província del Regne de Prússia (entre 1772–1824 i 1871–1919) i posteriorment de l'Estat Lliure de Prússia (1919-1945). Estava situada a la costa sud-oriental del mar Bàltic i la seva capital era Königsberg.
Actualment, el seu territori està dividit entre Polònia (que ocupa el sud de l'antiga regió, ara el Voivodat de Vàrmia i Masúria), Lituània (el Territori de Memel) i la Federació Russa (la part nord, ara Oblast de Kaliningrad).

La província entre 1923 i 1939

## Història
Colonitzada per alemanys entre els segles xi i xii, es va convertir en el centre de l'Estat de l'Orde Teutònic. La decadència del poder de l'Orde va conduir al Tractat de Toruń de 1466, pel qual bona part de Prússia passava al domini directe de la Corona Polonesa, i la resta que romania sota el control de l'Orde es convertia en vassall del monarca polonès. El 1525 el Gran Mestre de l'Orde Teutònic, Albert de Hohenzollern, es va convertir al protestantisme, va secularitzar l'Orde i es va convertir en el primer duc de Prússia, vassall de Polònia.
La seva línia es va extingir el 1618: la propietat dels seus estats va passar als seus cosins els Hohenzollern de Brandenburg i es va formar el que en el segle xviii es convertiria en el Regne de Prússia, desvinculat ja de qualsevol relació feudal amb Polònia. Des de 1824 i fins a 1878 va formar una única província (Província de Prússia) en fusionar-se amb la Prússia Occidental.
El 1919 la República de Weimar va suprimir oficialment la monarquia prussiana dels Hohezollern i va restablir a Prússia Oriental com a província autònoma, tot i que les condicions del Tractat de Versalles van causar que Prússia Oriental quedés separada per terra de la resta d'Alemanya a causa del Corredor polonès situat als voltants de Danzig. Malgrat aquest aïllament físic, les comunicacions marítimes es van mantenir i l'economia de Prússia Oriental va accentuar el seu caràcter agropecuari, mentre que la dissolució de l'antiga gran aristocràcia va permetre als junkers augmentar la seva influència política.
L'Alemanya nazi va fixar en 1933 una reorganització administrativa a gran escala eliminant les antigues províncies heretades de l'època imperial i establint noves regions administratives anomenades Gau. La Segona Guerra Mundial va implicar que províncies de frontera com Prússia Oriental incorporessin territoris que el règim nazi s'annexava al Reich. En aquesta situació, Prússia Oriental va absorbir gran part dels territoris de la Segona República Polonesa que havien estat envaïts pel Tercer Reich el 1939 i després annexats a Alemanya, augmentant la seva mida encara que això va implicar l'expulsió massiva de la població polonesa.
El 1945, després de la derrota nazi, el territori va ser dividit entre diversos estats de l'Est. D'aquesta manera, la província va ser dividida en tres parts. Una es va incorporar a Rússia, on es va constituir l'óblast de Kaliningrad; una altra al voivodat de Vàrmia i Masúria polonès, i finalment, la regió de Klaipėda va ser per a Lituània. La capital de l'antiga Prússia Oriental, Königsberg, canviaria el seu nom el 1946, en què va passar a anomenar-se Kaliningrad. 2,5 milions d'alemanys van ser expulsats de la llar dels seus avantpassats.